# 十二棘六洞虫
十二棘六洞虫（学名：Hexapyle dodecantha）为门盘虫科六洞虫属的动物。分布于中太平洋，包括南海等海域。